# Test Valley
Test Valley ist ein Verwaltungsbezirk mit dem Status eines Borough in der Grafschaft Hampshire in England, der nach dem Tal des Flusses Test benannt ist. Verwaltungssitz ist Andover; weitere bedeutende Orte sind Ampfield, Amport, Charlton, North Baddesley, Romsey, Thruxton und Wellow.
Der Bezirk wurde am 1. April 1974 gebildet und entstand aus der Fusion der Boroughs Andover und Romsey sowie der Rural Districts Andover und Romsey and Stockbridge.
Koordinaten: 51° 8′ N, 1° 29′ W